# Johann Baptist Walpoth

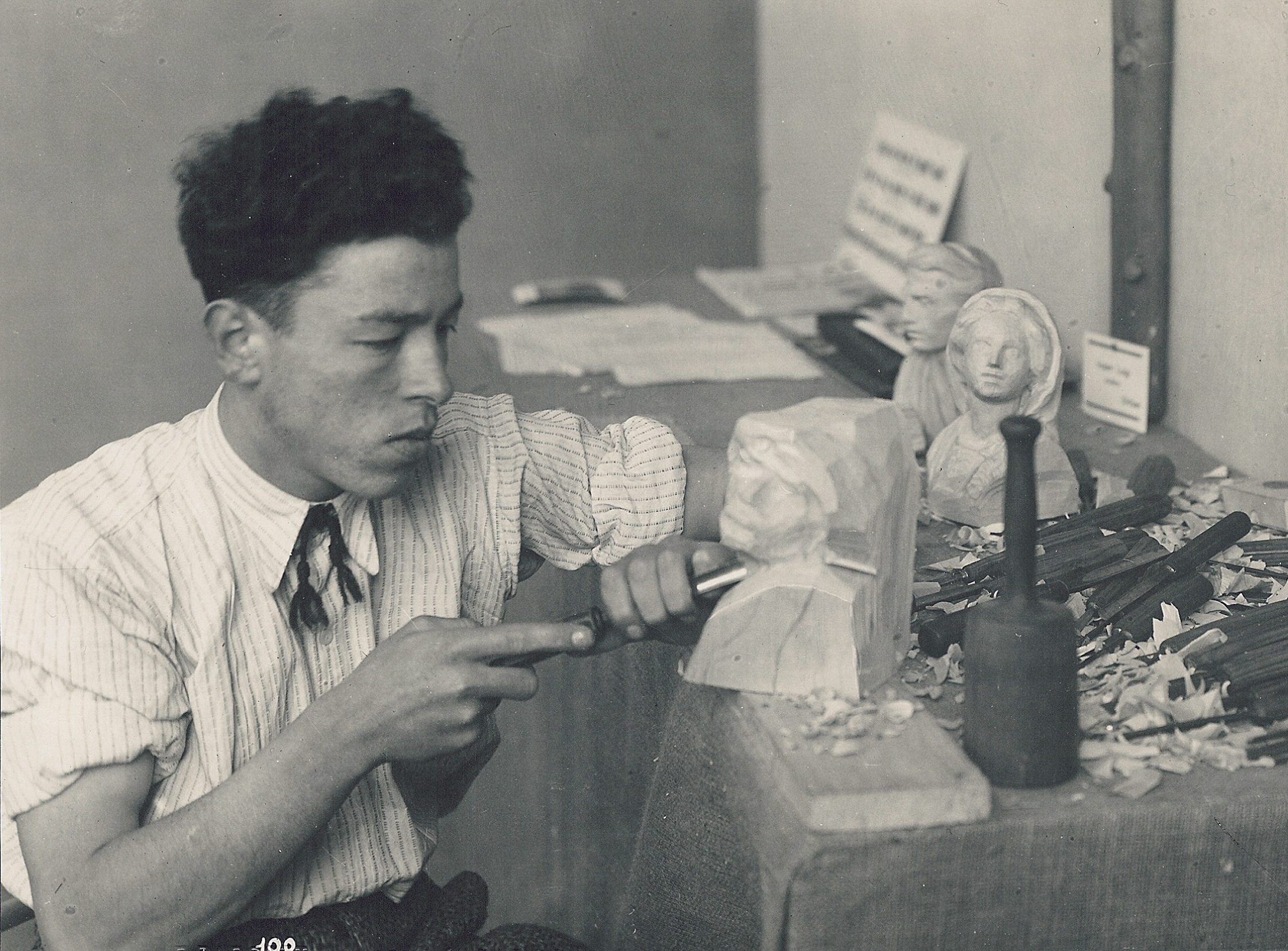
Johann Baptist Walpoth als Holzschnitzer.

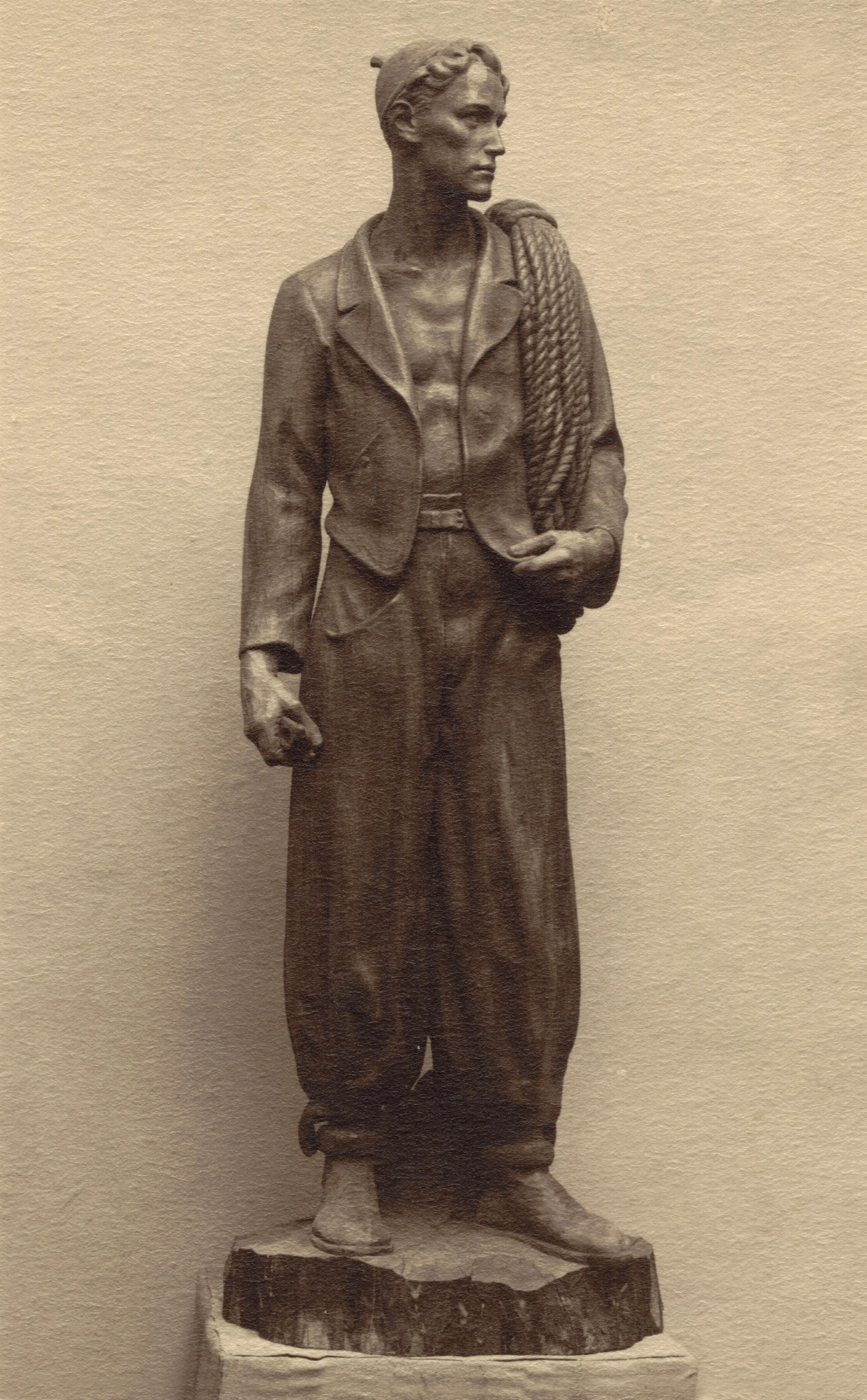
Holzgeschnitzter Bergsteiger des J.B. Walpoth

Johann Baptist Walpoth, auch Batista da Lësc (* 25. Januar 1911 in St. Ulrich in Gröden; † 2. September 1934 ebenda), war ein Südtiroler Bildhauer und Bergsteiger.

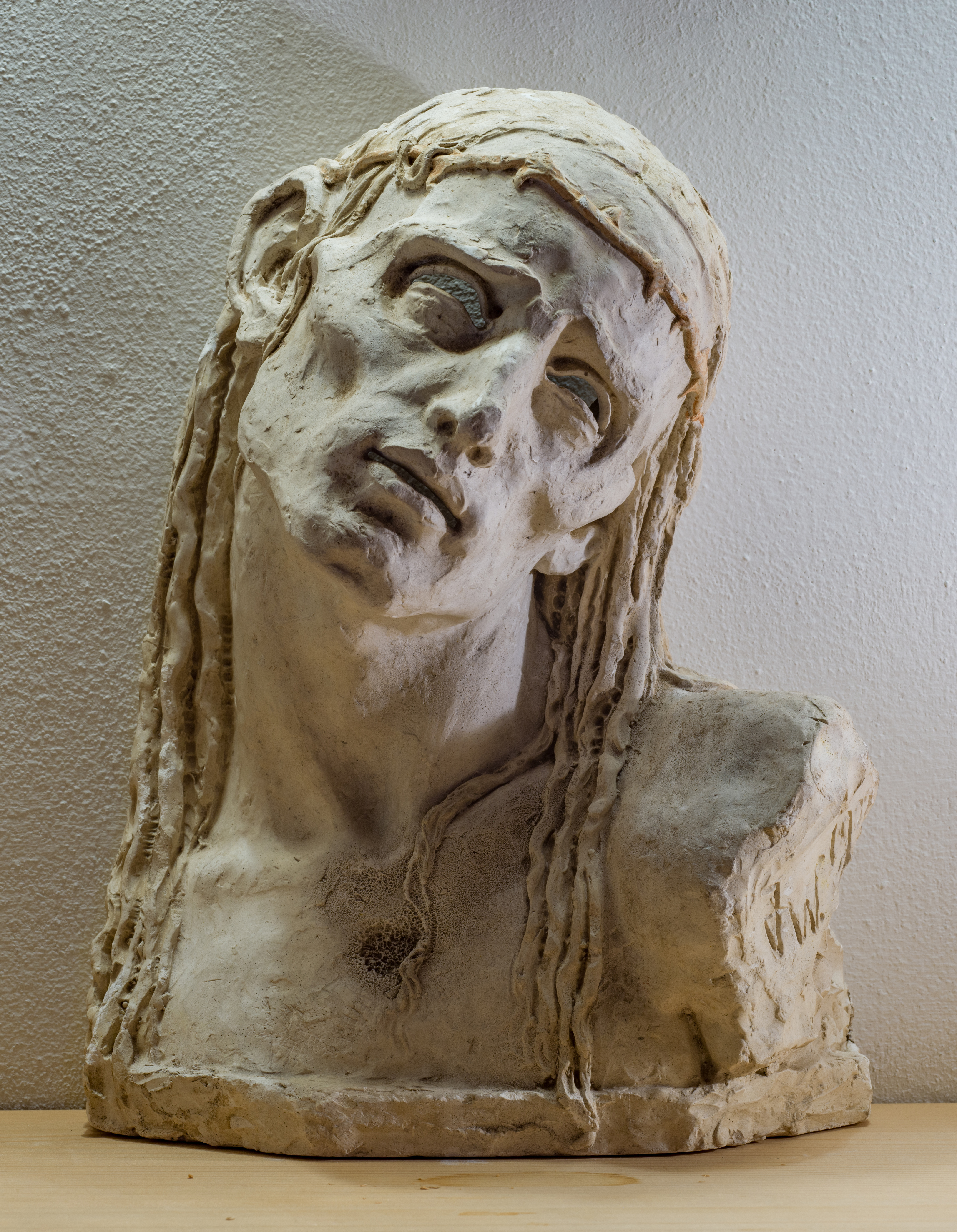
Gipsbüste des Walpoth im Stil von Adolfo Wildt.

## Lebenslauf
Er wurde am Hof Junerëi als Sohn des Bildhauers Luis Walpoth und der Katherina Bernardi da Lësc, eine Trachtenschneiderin, geboren. Er stammte aus einer Künstlerfamilie, der Bruder Josef Walpoth war auch Bildhauer und Mitarbeiter des Vinzenz Peristi, die Schwester Stina Walpoth-Moroder war Fassmalerin und viele ihrer Werke sind die antikisierten Statuen des Pepi Rifesser, ein Neffe ist der Bildhauer Bruno Walpoth. Johann Baptist Walpoth war Schüler des Bildhauers Vinzenz Moroder da Scurcià. Am Nachmittag und Abend besuchte er die Kunstschule St. Ulrich in Gröden unter der Leitung des Guido Balsamo Stella und dessen Modellierschule unter Ludwig Moroder-Lenert. 1934 arbeitete er in der Werkstatt des Bildhauers Luis Insam in St. Ulrich. Er starb bei einem Jagdunfall im Raschötzer Wald infolge einer tödlichen Blutung.

## Werke (Auswahl)

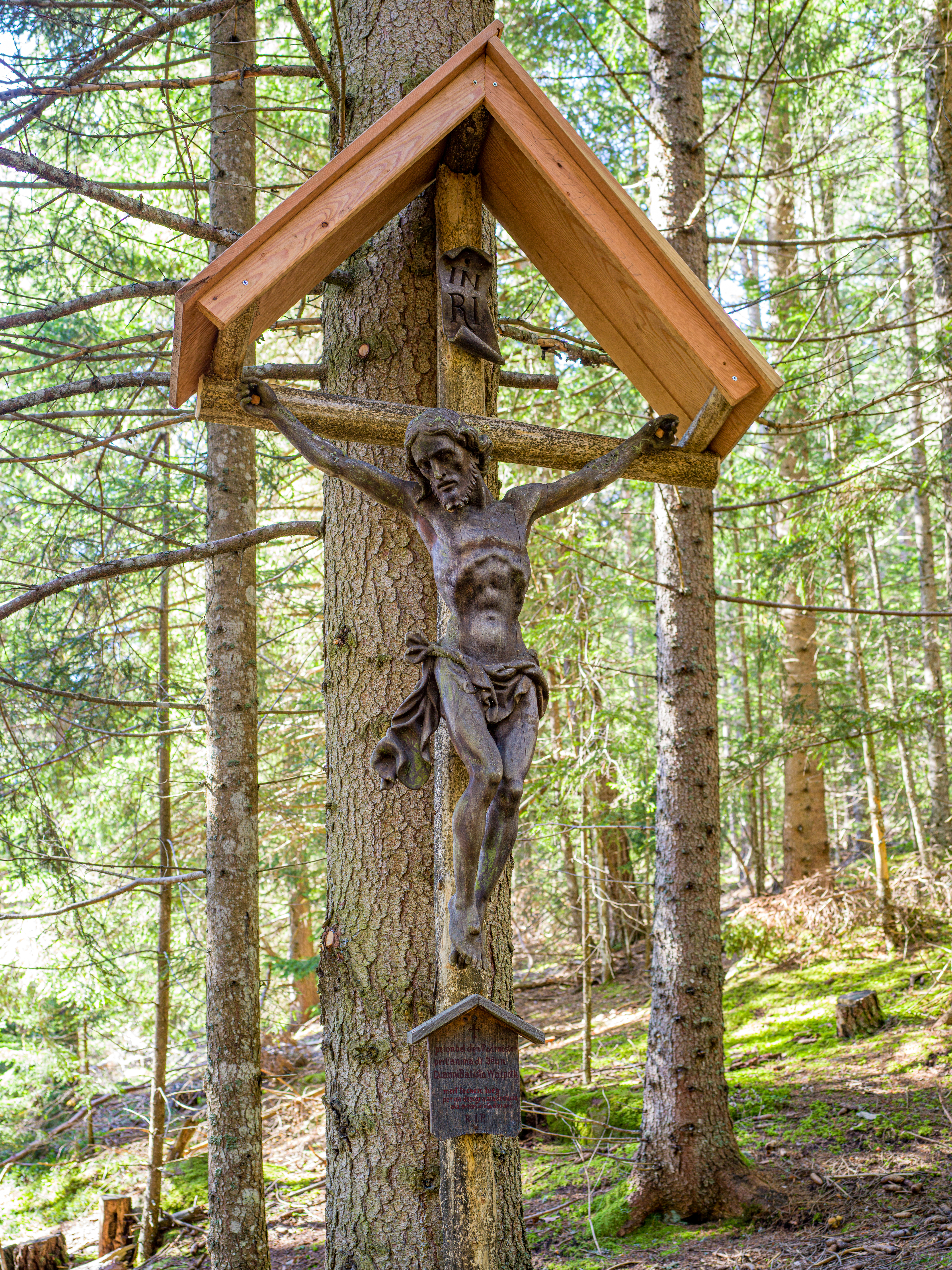
Kruzifix an der Unfallstelle des Johann Baptist Walpoth

- Kruzifix von Sëurasas, 2176 m, sein Hauptwerk geschaffen mit Vinzenz Peristi 1933, das auch vom Bildhauer Josef Thorak bewundert wurde. Die Entstehung des Kruzifixes direkt am Berg wurde von Luis Trenker gefilmt und vom Fotografen Ernst Baumann dokumentiert.
- Bergführer, Statue und Kruzifix, an die Herzogin von Pistoia, Lydia d’Arenberg (1905–1977), die Gattin des Filiberto von Savoyen (1895–1990), verkauft.

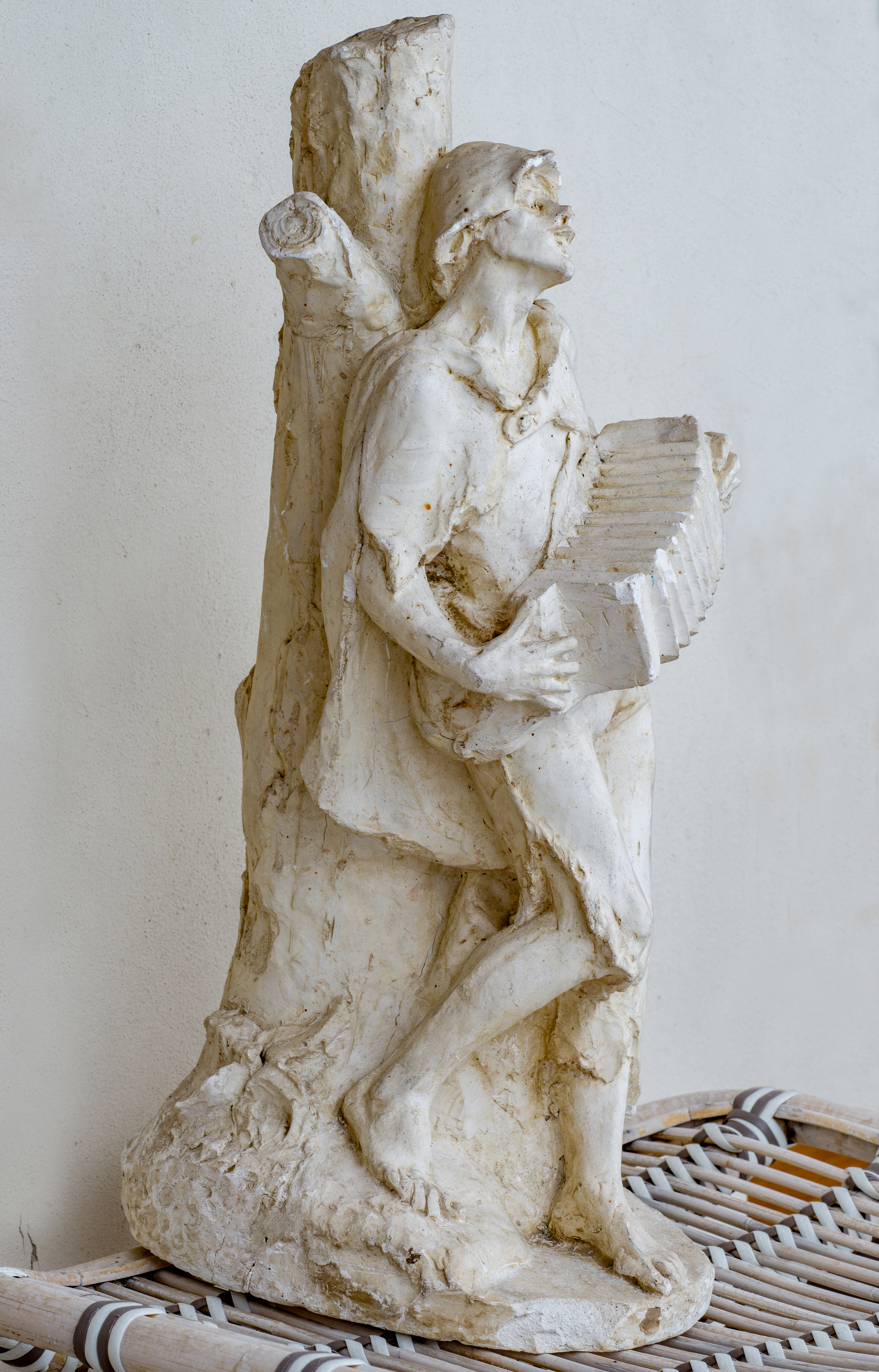
Akkordeonspieler in Gips. Zuweisung an Walpoth.
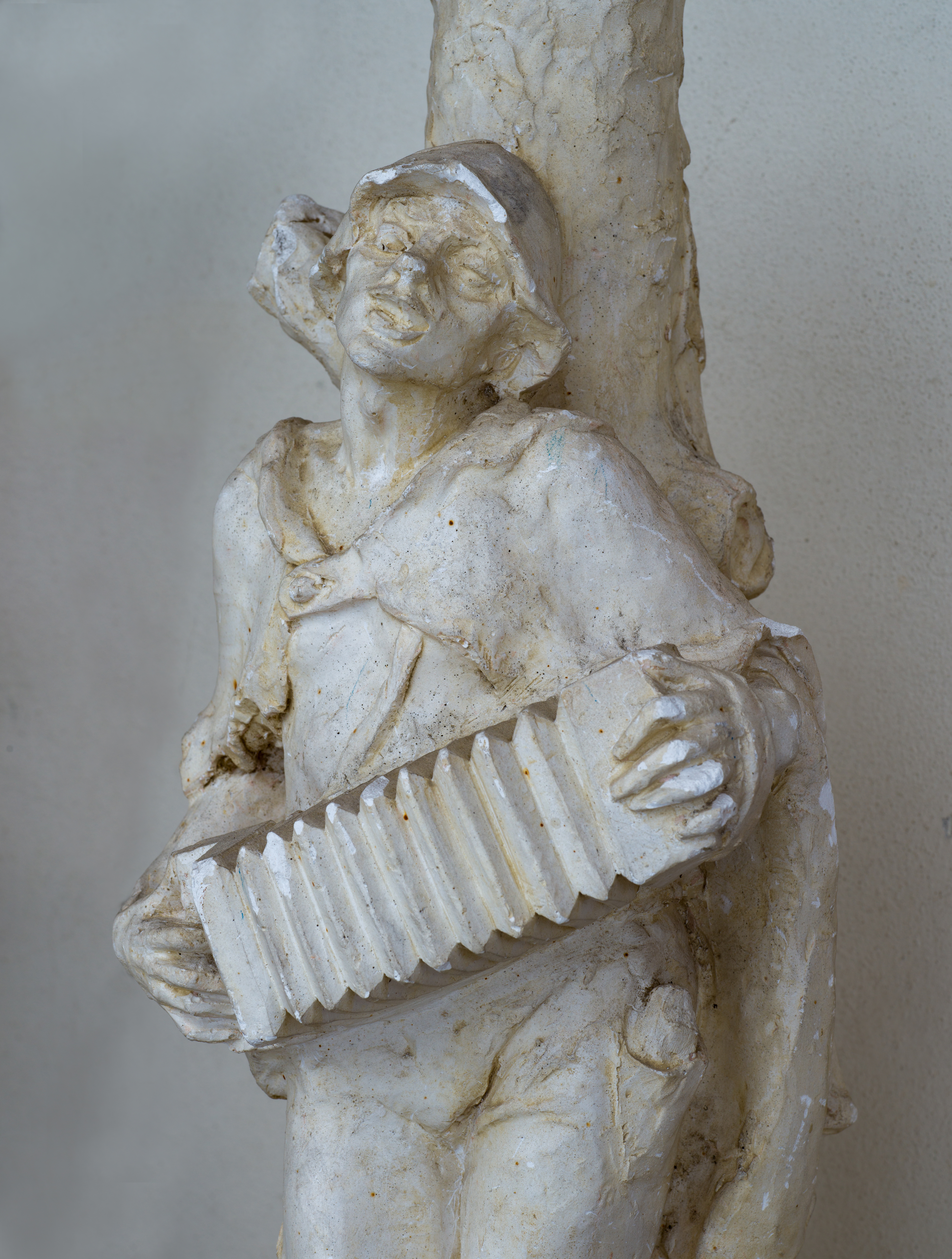
Detail des Accordeonspielers.
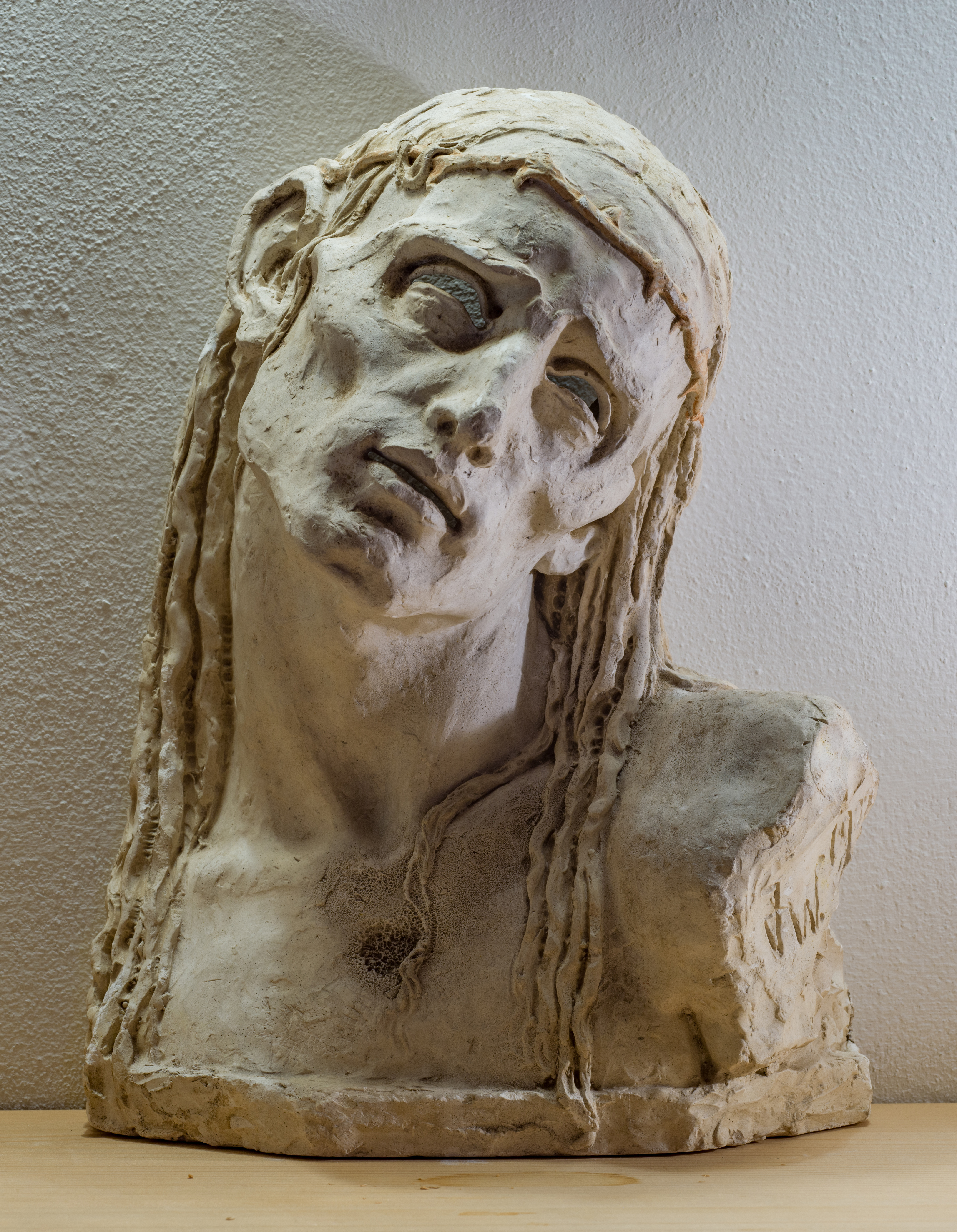
Gipsbüste:Christus mit Dornenkrone signiert J.W. 1932.